# Gil Mellé
Gil Mellé (né le 31 décembre 1931 à Jersey City et mort le 28 octobre 2004 à Los Angeles) est un artiste américain, musicien, compositeur de jazz et de musique de film, sculpteur et saxophoniste.

## Biographie
Dans le cadre de ses collaborations avec le cinéma et la télévision, au début des années 1970, Gil Mellé fut l'un des premiers compositeurs à utiliser des instruments originaux et des procédés intégralement électroniques, engendrant des bande-sons qu'il confectionnait lui-même. Il peut être considéré à ce titre comme un pionnier du son électronique dont l'album The Andromeda Strain (1971) reste l'un des moments forts.
Il est mort d'infarctus du myocarde en 2004.

## Discographie Collaboration
- Miles Davis
- Thelonious Monk
- Sonny Rollins
- George Wallington
- Max Roach
- Tal Farlow
- Oscar Pettiford
- Ed Thigpen
- Kenny Dorham
- Zoot Sims

### Albums
- The Complete Blue Note Fifties Sessions (Blue Note, 1952-56) (compilation)
- Patterns In Jazz (Blue Note, 1956) (compilation)
- Primitive Modern / Quadrama (Prestige/OJC, 1956) (compilation)
- Gil's Guests (Prestige/OJC, 1956) (compilation)

## Filmographie
- 1991 : Fire: Trapped on the 37th Floor (tv) de Robert Day
- 1990 : Good Cops, Bad Cops (tv) de Paul Wendkos
- 1990 : So Proudly We Hail (tv) de Lionel Chetwynd
- 1989 : The Case of the Hillside Stranglers  (tv) de Steve Gethers
- 1989 : From the Dead of Night  (tv) de Paul Wendkos
- 1988 : The Taking of Flight 847: The Uli Derickson Story (tv) de Paul Wendkos
- 1987 : Stillwatch (tv) de Rod Holcomb
- 1986 : Circle of Violence: A Family Drama (tv) de David Greene
- 1986 : The Deliberate Stranger (tv) de Marvin J. Chomsky sur la vie Ted Bundy.
- 1986 : Killer in the Mirror (tv) de Frank De Felitta
- 1985 : Hot Target de Dennis C. Lewiston
- 1985 : When Dreams Come True (tv) de John Llewellyn Moxey
- 1985 : Starcrossed (tv) de Jeffrey Bloom (en)
- 1984 : Fatal Vision (tv) de David Greene
- 1984 : Sweet Revenge (tv) de David Greene
- 1984 : Flight 90: Disaster on the Potomac (tv) de Robert Michael Lewis
- 1983 : À l'oeil nu - John Llewellyn Moxey

- 1981 : La Troisième Guerre mondiale (World War III) (tv) de David Greene & Boris Sagal
- 1981 : The Intruder Within de Peter Carter
- 1981 : The Last Chase de Martyn Burke
- 1980 : The Curse of King Tut's Tomb (tv) de Philip Leacock
- 1980 : La Plage sanglante (Blood Beach) de Jeffrey Bloom (en)
- 1980 : Borderline (Chicanos, chasseur de têtes) de Jerrold Freedman
- 1980 : Attica (tv) de Marvin J. Chomsky
- 1980 : Rape and Marriage: The Rideout Case (tv) de Peter Levin
- 1979 : A Vacation in Hell (tv)  de David Greene
- 1977 : L'Invasion des soucoupes volantes (Starship Invasions) d'Ed Hunt
- 1977 : The Sentinel (La Sentinelle des maudits) de Michael Winner
- 1976 : Embryo de Ralph Nelson
- 1975 : Death Scream de Richard T. Heffron
- 1974 : Dossiers brûlants (tv)
- 1973 : A Cold Night's Death (tv) de Jerrold Freedman[2]
- 1973 : L'Homme qui valait trois milliards (tv)
- 1973 : Frankenstein: The True Story (tv) de Jack Smight
- 1972 : The Judge and Jake Wyler (tv) de David Lowell Rich
- 1972 : That Certain Summer (tv) de Lamont Johnson
- 1971 à 1972 : Columbo (série télévisée) (la musique de plusieurs épisodes)
- 1971 : Le Mystère Andromède de Robert Wise
- 1970 : My Sweet Charlie (tv) de Lamont Johnson
- 1969 :Then Came Bronson série télévisée de William A. Graham & Denne Bart Petitclerc
- 1968 : L'homme de fer (série télévisée collaboration musique)

## Récompenses et nominations
Nominations
- Golden Globe de la meilleure musique de film pour "The Andromeda Strain" (1971)